# Аркос, Рене
Рене Аркос (фр. René Arcos; 16 сентября 1880, Клиши-ла-Гаренн — 16 июля 1959, Нёйи-сюр-Сен) — французский писатель и поэт, военный корреспондент, один из участников литературного объединения писателей и издательства «Аббатство».

## Биография
Родился в парижском пригороде Клиши-ла-Гаренн. Его отец был испанцем, а мать — бретонкой.
В 1906 году вместе с Ж. Роменом, Ш. Вильдраком и Ж. Дюамелем принял участие в создании артели молодых поэтов и художников «Аббатство», сторонников унанимизма, выступавших против символизма, с его асоциальностью, аполитизмом и уходом от действительности, от человека.
Позже обосновался в Париже. Выступал с лекциями о поэзии по всей Европе. Во время Первой мировой войны был военным корреспондентом американской газеты «Chicago Daily News».
В годы Первой мировой войны был активным членом пацифистского движения во главе с Роменом Ролланом. Пацифист, ненавидящий войну из-за её жестокости, очень убедительно показывающий кошмарное лицо войны, но не знающий другого способа борьбы против войны, как обращение к чувствам гуманности и человеколюбия.
В 1918 году вместе с Роменом Ролланом участвовал в создании журнала «Europe», редактором которого был до 1929 г. Основал в Женеве в 1918 г. издательство «Аббатство».
Как и все ролландисты, находился под большим влиянием толстовства.

## Творчество
Дебютировал в литературе в 1901 с книгой стихов «L’âme essentielle» (Верная душа), пропитанной туманным идеализмом, неясными и тщетными исканиями. Позже Первая мировая война сделалась основной темой его произведений на много лет.
Характерные произведения этого периода: сборник стихов «Кровь других» (Le sang des autres, 1916), роман «Зло» (Le Mal), сборник рассказов «Казарма» (Caserne), сборник очерков из быта военной эпохи «Злые годы».

## Избранные произведения
- L’Ame essentielle, Maison des Poètes, 1903
- La Tragédie des espaces, L’Abbaye, 1906
- L’Ile perdue, Mercure de France, 1913
- Le Mal 1914—1917, Éditions d’Action Sociale, 1918

русский перевод: Злые годы (1914—1917) / Пер. с фр. Бенедикта Лившица. — Л., 1924. — 224 с.
- Le Bien Commun. Récits, Éditions du Sablier, 1919
- Pays du soir, Éditions du Sablier, 1920
- Caserne, Rieder, 1921
- Autrui, Rieder, 1926
- Médard de Paris (gravures de Frans Masereel), Rieder, 1928
- De source, Éditions du Sablier, 1948
- Romain Rolland, Mercure de France, 1950

## Память
В честь писателя названа улица в пригороде Парижа — г. Кретей.